# Vláda Jozefa Lenárta
Vláda Jozefa Lenárta existovala od 20. září 1963 do 8. dubna 1968. Následující den po přijetí Akčního programu KSČ, v sobotu 6. dubna 1968 podala demisi po doporučení ÚV KSČ ze dne 4. dubna.

## Seznam členů vlády
- Předseda vlády: Jozef Lenárt
- Místopředseda vlády:
  - Oldřich Černík
  - František Krajčír
  - Jan Piller, do 10. 11. 1965
  - Otakar Šimůnek
  - Josef Krejčí od 10. 11. 1965
- Ministr zahraničních věcí: Václav David
- Ministr národní obrany: Bohumír Lomský
- Ministr vnitra:
  - Lubomír Štrougal, do 23. 4. 1965
  - Josef Kudrna, od 23. 4. 1965 do 15. 3. 1968
- Ministr dopravy: Alois Indra
- Ministr financí:
  - Richard Dvořák, do 20. 1. 1967
  - Bohumil Sucharda, od 20. 1. 1967
- Ministr hutního průmyslu a rudných dolů (od 10. 11. 1965 hornictví):
  - Josef Krejčí, do 10. 11. 1965
  - František Penc, od 10. 11. 1965
- Ministr chemického průmyslu:
  - Jozef Púčik, do 10. 11. 1965
  - Václav Valeš, od 10. 11. 1965
- Ministr paliv (zrušeno 10. 11. 1965): Josef Odvárka, do 10. 11. 1965)
- Ministr potravinářského průmyslu: Vratislav Krutina, do 20. 1. 1967
- Ministr spotřebního průmyslu: Božena Machačová-Dostálová
- Ministr spravedlnosti: Alois Neuman
- Ministr školství a kultury (od 20. 1. 1967 školství):
  - Čestmír Císař, do 10. 11. 1965
  - Jiří Hájek, od 10. 11. 1965
- Ministr kultury a informací: Karel Hoffmann, od 20. 1. 1967
- Ministr těžkého strojírenství (od 10. 11. 1965 těžkého průmyslu):
  - Josef Pešl, do 10. 11. 1965
  - Josef Krejčí, od 10. 11. 1965
- Ministr vnitřního obchodu: Jindřich Uher
- Ministr všeobecného strojírenství (10. 11. 1965 zrušeno): Karel Poláček, do 21. 12. 1966
- Ministr stavebnictví: Samuel Takáč
- Ministr zahraničního obchodu: František Hamouz
- Ministr zdravotnictví: Josef Plojhar
- Ministr zemědělství, lesního a vodního hospodářství (od 10. 11. 1965 zemědělství a lesního hospodářství, od 11. 4. 1967 zemědělství a výživy):
  - Jiří Burian, do 22. 4. 1967
  - Karel Mestek, od 22. 4. 1967
- Ministr lesního a vodního hospodářství: Josef Smrkovský, od 20. 1. 1967
- Ministr bez portfeje: Ján Marko, od 10. 11. 1965
- Ministr - předseda SNR: Michal Chudík, do 10. 11. 1965
- Ministr - místopředseda SNR: František Barbírek, od 20. 4. 1966
- Ministr - předseda Slovenské plánovací komise: Vincenc Krahulec, do 2. 3. 1966 (zemřel)
- Ministr - předseda Ústřední komise lidové kontroly a statistiky: Pavol Majling, do 20. 1. 1967
- Ministr - předseda Státní komise pro rozvoj a koordinaci vědy a techniky (od 10. 11. 1965 Státní komise pro techniku): František Vlasák
- Ministr - předseda Státní komise pro finance a mzdy: Bohumil Sucharda, od 10. 11. 1965 do 20. 1. 1967
- Ministr - předseda Ústřední správy vodního hospodářství: Josef Smrkovský, od 10. 11. 1965 do 20. 1. 1967
- Ministr - pověřen vedením Ústřední správy energetiky: Josef Korčák